# Erikssund

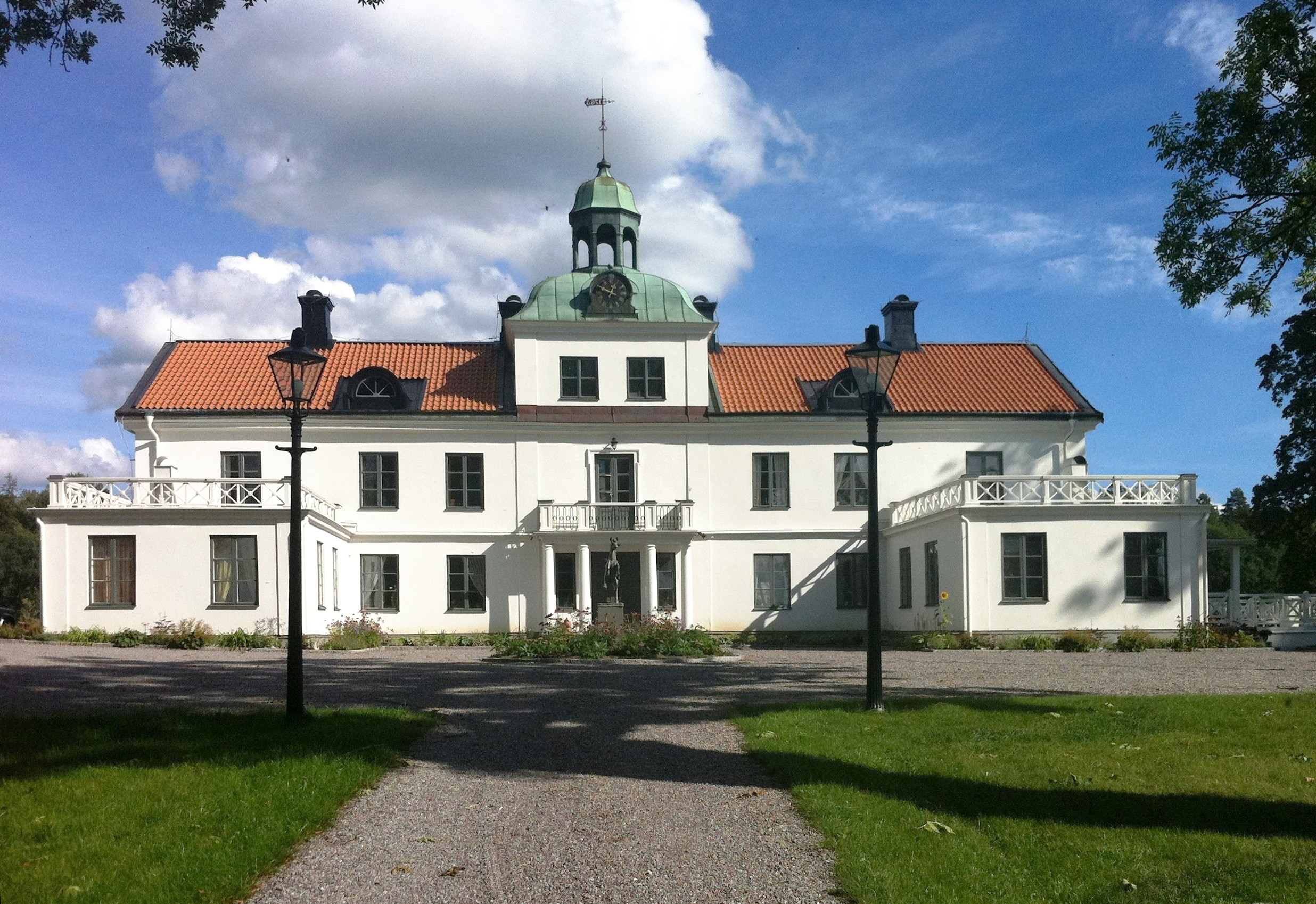
Erikssunds säteri i september 2011.

Erikssund (tidigare Sundby eller Håtunabo) är en herrgård och tidigare säteri i Sankt Pers socken, Sigtuna kommun. Erikssund är känt för sitt unika Vasarum från 1600-talet. Sedan den 4 september 1998 är Erikssund ett byggnadsminne.

## Historik

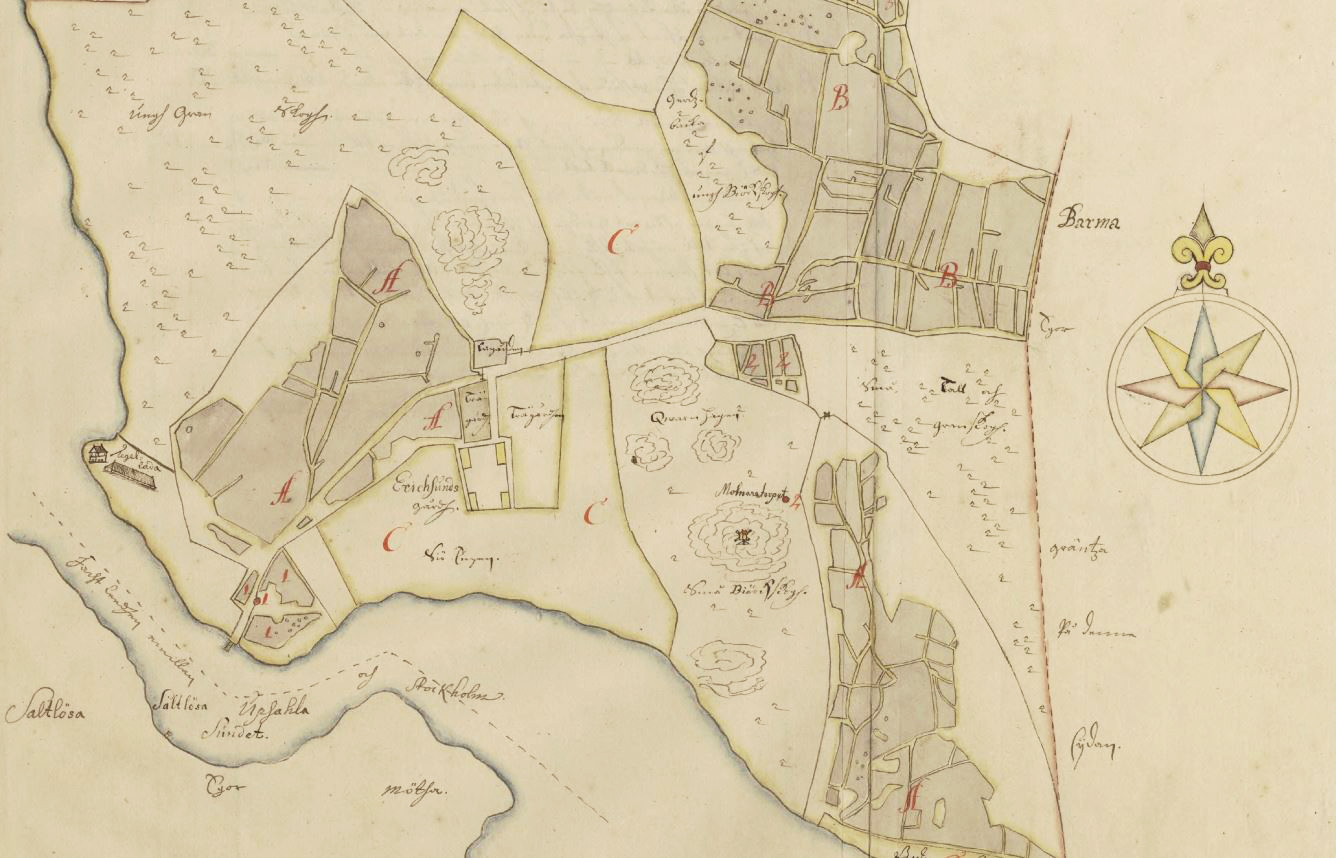
Erikssund på en karta från 1685.

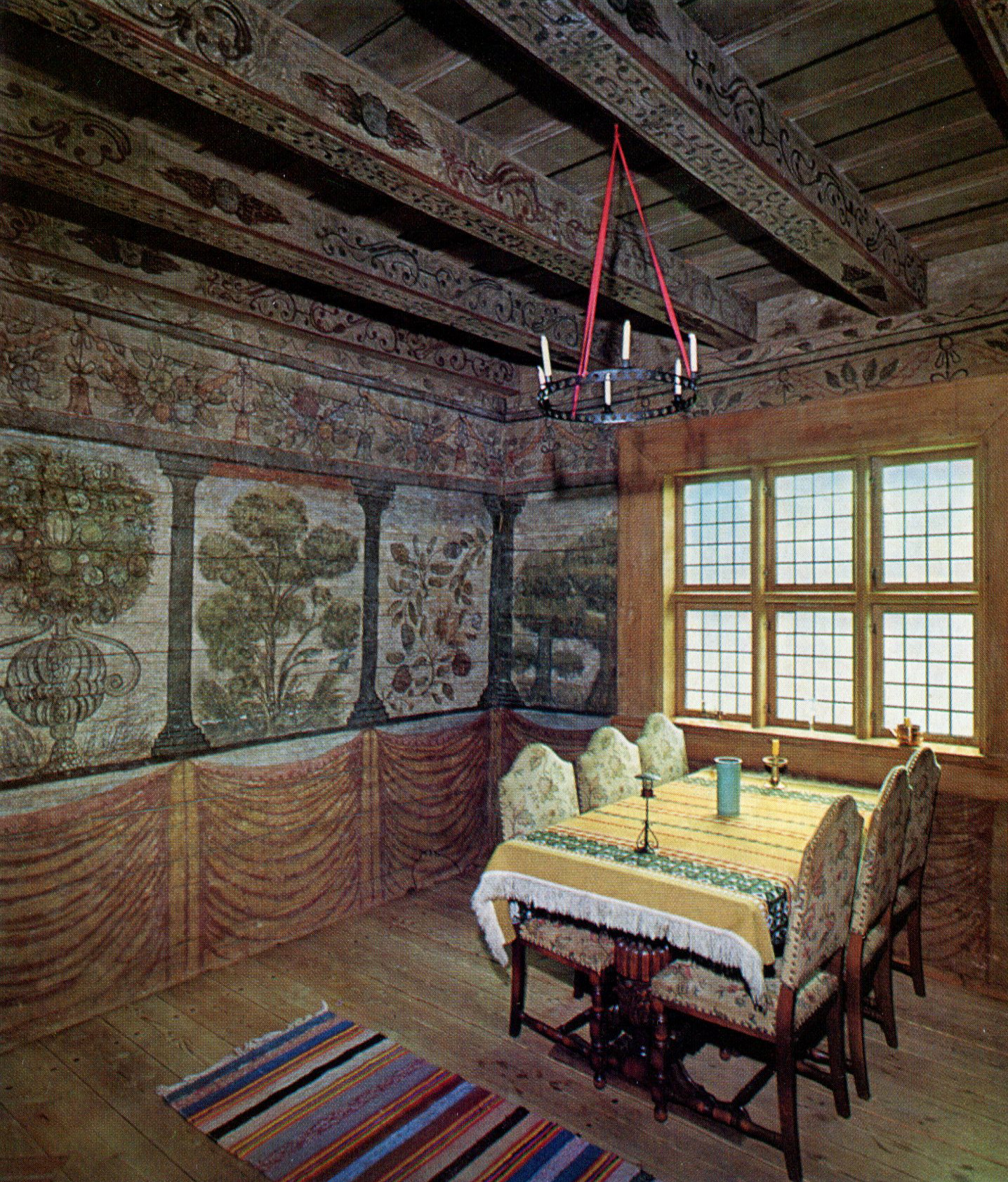
Vasarummet på Erikssund, 1967.

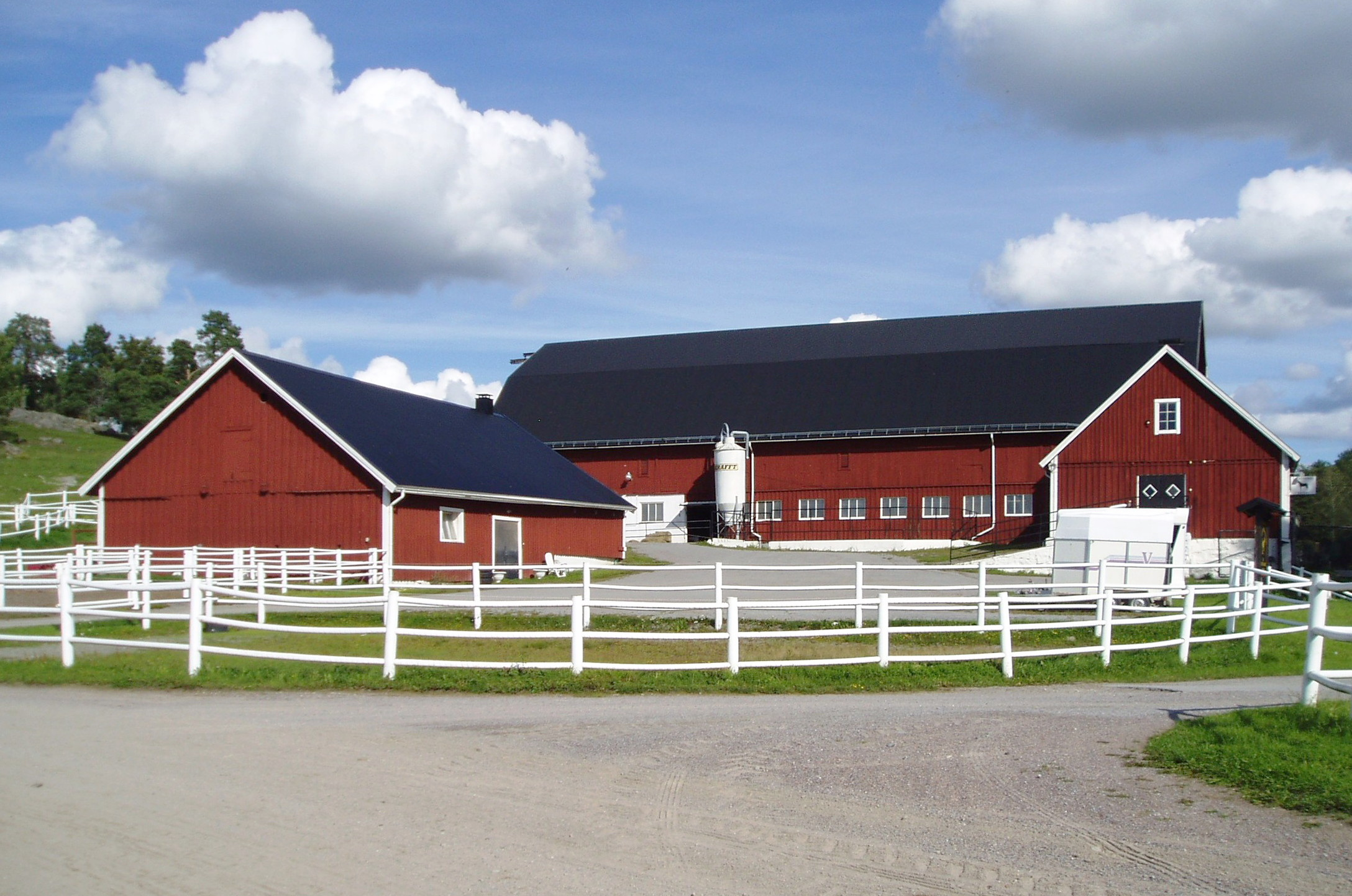
Gårdens stall, 2011.

I samband med den stora kyrkoreduktionen, då kyrkans egendomar överfördes till kronan av Gustav Vasa enligt beslut på Västerås riksdag 1527, slogs bland annat Håtunabo, båda Skoklosterhemman samt delar av Bärmö och Granby kronohemman ihop för att bilda ett större godskomplex med namnet Sundby vilket kom att ägas av Gustav Vasa.
Enligt en obekräftat tradition lät Gustav Vasa uppföra Erikssund åt sin son Erik XIV. Det förefaller dock vara en sägen eftersom hertig Erik hade långt större och mera påkostade gårdar att tillgå. Erikssund är dock idag ett av de få bevarade exemplen på hur en mindre frälsegård kunde se ut i slutet av vasatiden.
Den äldsta bebyggelsen på Erikssund uppfördes i slutet av 1500-talet norr om Håtunaviken, en arm av Mälaren. Det rörde sig om en timmerbyggnad vars nedre våning ännu är bevarad. Stället bebyggdes omkring 1650 till säteri av den brittisk-svenske militären Hugo Hamilton, som gav den namnet Hamiltonlund. 
Erikssund fick sitt namn av Axel Eriksson Oxenstierna af Södermöre (1652-1676) som döpte om säteriet till minnet efter sin far Erik Axelsson Oxenstierna af Södermöre (1624-1656). Efter att gården fanns i släkten Oxenstiernas ägo övergick den till greven Lars Kagg. Ägarlängden dock är bristfällig och gården bytte ägare många gånger. År 1772 ägdes Erikssund av Rozelius von Rosenheim. 
På 1700-talet förändrades huvudbyggnaden; övervåningen byggdes till och flyglarna som ursprungligen var fristående sammanbyggdes med mittendelen. Under gårdens blomstringstid sysselsatte Erikssund  mellan 200 och 300 lantarbetare. Man hade till och med en egen läkare. Till gården hörde kvarn samt torklada för tegel.
År 1919 förvärvades Erikssund av generalkonsul Carl Schlyter som lät genomföra en genomgripande restaurering av huvudbyggnaden. På 1940-talet ägdes Erikssund av konsthistorikern, friherren 
Eric Johan Langenskiöld (1905-1985). På hans initiativ framtogs och restaurerades Vasarummets målningar. Langenskiöld ställde dem och huset under Riksantikvarieämbetets beskydd som kulturminne. Efter honom ägdes gården av bland andra direktörerna Laurin och Melin som lät bygga anläggningar för uppfödning av travhästar.

## Vasarummet
Från 1600-talet härrör det så kallade Vasarummet. Det är fortfarande i originalutförande med sina märkliga, välbevarade vägg- och takmålningar. Målningarna är utförda direkt på de bilade timmerväggarna och ger rummet en varm och ombonad stämning. Färgskalan är väl avvägd med kulörer i rött, gult, vitgrått och grågrönt. 
Nederst på väggarna löper ett målat draperi, däröver följer en bred fris som indelats av målade kolonner. I väggfälten däremellan syns yppiga blomsterurnor och blomsterslingor vilket var ett typiskt motiv från renässansen. Överst på väggarna går en bård av fruktgirlandger. Takbjälkarna är dekorerade med gracila rankor. Taket mellan bjälkarna är odekorerad.
Förmodligen var ursprungligen gårdens samtliga rum dekorerade på samma sätt. I salongen, som i äldre tider bör ha varit sal, hittades rester efter liknande målningar bestående av träd, bladverk och frukter.

## Dagens verksamhet
År 1959 köptes Erikssund av Ellert Larsson som startade avel av travhästar, byggde stallar och lät anlägga en egen travträningsbana. I dag drivs inget omfattande jordbruk på Erikssund. Till gården hör en areal om 250 hektar mark varav 150 hektar utgörs av betesmark som betas av gårdens hästar. Erikssunds stuteri förfogar över åtta stall med sammanlagd 110 boxar. Av Stall Fredrik B. Larsson bedrivs sedan 1960 professionell travträning. I januari 2015 hade man 45 hästar i träning och åtta medarbetare.